# Magnolia amazonica
Magnolia amazonica este o specie de plante din genul Magnolia, familia Magnoliaceae. A fost descrisă pentru prima dată de Adolpho Ducke, și a primit numele actual de la Rafaël Herman Anna Govaerts. Conform Catalogue of Life specia Magnolia amazonica nu are subspecii cunoscute.